# Élections législatives de 1951 dans la Seine-Inférieure
Les élections législatives françaises de 1951 se tiennent le 17 juin. Ce sont les deuxièmes élections législatives de la Quatrième République.

## Mode de scrutin
Représentation proportionnelle plurinominale suivant la méthode du plus fort reste dans 103 circonscriptions, conformément à la loi des apparentements : les listes qui se sont « apparentées » avant l'élection remportent tous les sièges de la circonscription si leurs voix ajoutées obtiennent la majorité absolue des suffrages exprimés. Il y a 629 sièges à pourvoir.
Le vote préférentiel est admis. 
Le département élit douze députés. Les législateurs ne voulant pas que les circonscriptions dépassent les neuf sièges, le département est découpé en 2 circonscriptions :
1. La première correspond aux arrondissements de Rouen et de l'ancien arrondissement de Neufchâtel, dotée de 6 sièges ;
2. La deuxième, également dotée de 6 sièges, regroupe les arrondissements du Havre et de Dieppe (moins celui de Neufchâtel).

## Candidats (première circonscription)

### Liste des républicains indépendants - Union des indépendants, paysans et républicains nationaux
| N° | Candidats | Candidats               | Parti | Principales fonctions                                                                                          |
| -- | --------- | ----------------------- | ----- | --- |
| 01 |           | Jacques Chastellain     | CNIP  | Maire de Rouen, Vice-Président du Conseil général, ancien Ministre, armateur, ancien résistant, député sortant |
| 02 |           | Pierre Detoeuf          | CNIP  | Maire de Beauvoir-en-Lyons, cultivateur-éleveur, Président du comice agricole de Neufchâtel-en-Bray            |
| 03 |           | Achille Houzard         | CNIP  | Imprimeur, directeur du Journal d'Elbeuf, Secrétaire général de la Fédération de la presse française           |
| 04 |           | René Tamarelle          | CNIP  | Maire de Bihorel, directeur d'institution                                                                      |
| 05 |           | François Cocagne        | CNIP  | Cultivateur à Fesques                                                                                          |
| 06 |           | Pierre-Maurice Lefebvre | CNIP  | Adjoint au maire de Rouen, architecte                                                                          |

### Liste Radicale et des Gauches républicaines
| N° | Candidats | Candidats            | Parti   | Principales fonctions |
| -- | --------- | -------------------- | ------- | --- |
| 01 |           | André Marie          | Radical | Ancien chef du Gouvernement, ancien ministre, député sortant, ancien résistant déporté                                             |
| 02 |           | Georges Heuillard    | Radical | Directeur de coopérative agricole, conseiller général du canton de Gournay-en-Bray, maire de Neuf-Marché, ancien résistant déporté |
| 03 |           | Maurice Collet       | Radical | Conseiller général du canton de Caudebec-en-Caux, maire de Caudebec-en-Caux                                                        |
| 04 |           | Marcel-Pierre Prével | Radical | Ancien sous-lieutenant d'infanterie, conseiller général du canton d'Elbeuf                                                         |
| 05 |           | Raoul Dodelin        | Radical | |
| 06 |           | Henri Savale         | Radical | Comptable, conseiller général du canton de Darnétal, maire de Darnétal                                                             |

### Liste du Parti socialiste SFIO
| N° | Candidats | Candidats       | Parti | Principales fonctions                                                                           |
| -- | --------- | --------------- | ----- | ----------------------------------------------------------------------------------------------- |
| 01 |           | Jean Capdeville | SFIO  | Député sortant, instituteur, ancien résistant FFI                                               |
| 02 |           | Roger Thiébault | SFIO  | Maire de Rétonval, conseiller général du canton de Blangy-sur-Bresle, ouvrier verrier           |
| 03 |           | Tony Larue      | SFIO  | Maire du Grand-Quevilly, Vice-Président du conseil général, expert judiciaire à la Cour d’appel |
| 04 |           | Olivier Miannay | SFIO  | Maire de Malaunay, instituteur, ancien résistant Libération-Nord                                |
| 05 |           | Émile Néel      | SFIO  | Ancien maire de Bois-Guillaume                                                                  |
| 06 |           | Pierre Le Meur  | SFIO  | Secrétaire de la section socialiste de Sotteville-lès-Rouen                                     |

### Liste du Mouvement républicain populaire
| N° | Candidats | Candidats           | Parti | Principales fonctions                                                                |
| -- | --------- | ------------------- | ----- | ------------------------------------------------------------------------------------ |
| 01 |           | Jean Lecanuet       | MRP   | Agrégé de l'Université, ancien directeur de cabinet ministériel                      |
| 02 |           | Jacques Loutrel     | MRP   | Conseiller général du canton de Doudeville, maire de Saint-Laurent-en-Caux, herbager |
| 03 |           | Pierre Moisson      | MRP   | Avocat stagiaire à la Cour d'Appel, Elbeuf                                           |
| 04 |           | Jacques Van Moé     | MRP   | Conseiller municipal de Rouen, libraire                                              |
| 05 |           | Maxime Magniaux     | MRP   | Maire du Mesnil-Esnard, docteur en médecine                                          |
| 06 |           | Hippolyte Grospiron | MRP   | Conseiller municipal de Gournay-en-Bray, directeur d'école libre retraité            |

### Liste neutraliste
| N° | Candidats | Candidats         | Parti       | Principales fonctions                                                        |
| -- | --------- | ----------------- | ----------- | ---------------------------------------------------------------------------- |
| 01 |           | Octave Crutel     | Neutraliste | Docteur en médecine à Rouen, ancien député radical, ancien résistant déporté |
| 02 |           | Antoinette Le Dru | Neutraliste | Agent de maitrise                                                            |
| 03 |           | Lucien Legrain    | Neutraliste | Directeur technique d'atelier                                                |
| 04 |           | René Simon        | Neutraliste | Retraité                                                                     |
| 05 |           | François Burnel   | Neutraliste | Instituteur retraité                                                         |
| 06 |           | Adrien Troche     | Neutraliste | Employé PTT                                                                  |

### Liste de défense des intérêts français
| N° | Candidats | Candidats            | Parti          | Principales fonctions                 |
| -- | --------- | -------------------- | -------------- | ------------------------------------- |
| 01 |           | Ambroise-Jean Casoni | Extrême-droite | Avocat, conseiller municipal de Rouen |
| 02 |           | François Laigne      | Extrême-droite | Industriel                            |
| 03 |           | Georges Sauval       | Extrême-droite | Industriel                            |
| 04 |           | Bernard Lenfant      | Extrême-droite | Artisan                               |
| 05 |           | Claudius Berthelon   | Extrême-droite | Fondé de pouvoirs                     |
| 06 |           | André Tesson         | Extrême-droite | Employé SNCF                          |

## Candidats (deuxième circonscription)

### Liste d'union républicaine, résistante et antifasciste présentée par le Parti communiste français
| N° | Candidats | Candidats       | Parti | Principales fonctions                        |
| -- | --------- | --------------- | ----- | -------------------------------------------- |
| 01 |           | René Cance      | PCF   | Député sortant, conseiller général, Le Havre |
| 02 |           | Hilaire Perdon  | PCF   | Député sortant, bûcheron, Rieux              |
| 03 |           | Louise David    | PCF   |                                              |
| 04 |           | Albert Duquénoy | PCF   | Docker, conseiller municipal du Havre        |
| 05 |           | Roland Vauquier | PCF   | Jardinier                                    |
| 06 |           | Henri Durand    | PCF   | Employé SNCF                                 |

### Liste d'union républicaine et démocratique des indépendants
| N° | Candidats | Candidats         | Parti | Principales fonctions |
| -- | --------- | ----------------- | ----- | --- |
| 01 |           | Pierre Courant    | CNIP  | Député sortant, maire du Havre, conseiller général, ancien bâtonnier de l'Ordre des avocats                                                                   |
| 02 |           | Raoul Becquet     | CNIP  | Député sortant, maire de Biville-sur-Mer, agriculteur |
| 03 |           | André Bettencourt | CNIP  | Conseiller général du canton de Lillebonne, conseiller municipal de Saint-Maurice-d'Ételan, Rosette de la Résistance, Directeur du journal La France agricole |
| 04 |           | Lucien Deboudt    | DVG   | Commandant en retraite, Dieppe |
| 05 |           | Robert Lenoble    | CNIP  | Adjoint au maire du Havre, assureur |
| 06 |           | Pierre Hauville   | CNIP  | Président de la Société de construction d'habitations à loyer modéré                                                                                          |

### Liste du Rassemblement du peuple français
| N° | Candidats | Candidats                               | Parti | Principales fonctions                                  |
| -- | --------- | --------------------------------------- | ----- | ------------------------------------------------------ |
| 01 |           | Paul Denis                              | RPF   | Docteur en médecine, premier adjoint au maire du Havre |
| 02 |           | Gaston Le Vaillant du Douët de Graville | RPF   | Agriculteur à Bernières                                |
| 03 |           | Bernard Potts                           | RPF   | Entrepositeur de vins                                  |
| 04 |           | Raymond Macadré                         | RPF   | Ouvrier métallurgiste                                  |
| 05 |           | Jean Cortier                            | RPF   | Agriculteur                                            |
| 06 |           | Jean Dietsch                            | RPF   | Capitaine au long cours                                |

### Liste Radicale, Rassemblement des gauches républicaines et Union démocratique et socialiste de la résistance
| N° | Candidats | Candidats            | Parti   | Principales fonctions                                                                      |
| -- | --------- | -------------------- | ------- | ------------------------------------------------------------------------------------------ |
| 01 |           | Edgard Assire        | Radical | Docteur en médecine, Président du Conseil général, conseiller général du canton d'Envermeu |
| 02 |           | René Charrière       | Radical | Greffier en chef au Tribunal civil du Havre                                                |
| 03 |           | Bertrand Hauchecorne | UDSR    | Herboriste, conseiller général du canton de Montivilliers                                  |
| 04 |           | Paul Godefroy        | Radical | Cultivateur, conseiller général du canton de Bellencombre, Les Grandes-Ventes              |
| 05 |           | Edgard Garnier       | Radical | Conseiller général du canton d'Ourville-en-Caux                                            |
| 06 |           | Léon Petion          | RGR     | Maire d'Incheville                                                                         |

### Liste du Parti socialiste SFIO
| N° | Candidats | Candidats      | Parti | Principales fonctions                                                                                        |
| -- | --------- | -------------- | ----- | --- |
| 01 |           | Jean Binot     | SFIO  | Député sortant, professeur d'EPS, Le Havre                                                                   |
| 02 |           | Louis Boisson  | SFIO  | Conseiller général du canton d'Eu, maire du Tréport, inspecteur central des PTT                              |
| 03 |           | Paul Le Baleur | SFIO  | Conseiller général du canton de Cany-Barville, directeur d'école                                             |
| 04 |           | Léonce Grau    | SFIO  | Maire d'Hautot-sur-Mer, conseiller général du canton d'Offranville, président du casino de Pourville-sur-Mer |
| 05 |           | Horace Loiseau | SFIO  | Conseiller municipal de Dieppe                                                                               |
| 06 |           | Lucien Osmont  | SFIO  | Secrétaire de la section socialiste du Havre                                                                 |

### Liste du Mouvement républicain populaire
| N° | Candidats | Candidats        | Parti | Principales fonctions                                                |
| -- | --------- | ---------------- | ----- | -------------------------------------------------------------------- |
| 01 |           | Louis Siefridt   | MRP   | Député sortant, Vice-Président du Conseil général, Le Havre          |
| 02 |           | Anatole Tassel   | MRP   | Président de la fédération départementale du MRP                     |
| 03 |           | René Pierrot     | MRP   | Directeur d'entreprise                                               |
| 04 |           | Raoul Auvray     | MRP   | Conseiller général, maire de Valmont, notaire                        |
| 05 |           | Françoise Marina | MRP   | Préparatrice en pharmacie                                            |
| 06 |           | Maurice Carité   | MRP   | Journaliste, président de l'Association des journalistes catholiques |

## Élus
| Circonscription | Député sortant      | Parti | Parti   | Député élu ou réélu              | Parti | Parti   |
| --------------- | ------------------- | ----- | ------- | -------------------------------- | ----- | ------- |
| 1re             | Victor Michaut      |       | PCF     | Jean Lecanuet                    |       | MRP     |
| 1re             | Lucie Guérin        |       | PCF     | Pierre Detoeuf                   |       | CNIP    |
| 1re             | Jean Capdeville     |       | SFIO    | Jean Capdeville                  |       | SFIO    |
| 1re             | Roger Dusseaulx     |       | MRP-RPF | Georges Heuillard décédé en 1952 |       | Rad soc |
| 1re             | André Marie         |       | Rad soc | André Marie                      |       | Rad soc |
| 1re             | Jacques Chastellain |       | CNIP    | Jacques Chastellain              |       | CNIP    |
|                 |                     |       |         |                                  |       |         |
| 2e              | René Cance          |       | PCF     | André Bettencourt                |       | CNIP    |
| 2e              | Hilaire Perdon      |       | PCF     | Lucien Deboudt                   |       | CNIP    |
| 2e              | Jean Binot          |       | SFIO    | Jean Binot                       |       | SFIO    |
| 2e              | Louis Siefridt      |       | MRP     | Louis Siefridt                   |       | MRP     |
| 2e              | Pierre Courant      |       | CNIP    | Pierre Courant                   |       | CNIP    |
| 2e              | Raoul Becquet       |       | CNIP    | Raoul Becquet                    |       | CNIP    |

## Résultats

### Première circonscription  (Rouen-Neufchâtel)
- Les listes du CNIP, Rad-RGR, de la SFIO et du MRP se sont apparentées.
- Les voix cumulées de l'apparentement représentant moins de 50% des exprimés, les sièges sont répartis à la proportionnelle entre tous les partis.
- Le score de l'apparentement est considéré comme celui d'une liste pour la répartition générale, ensuite la répartition interne des sièges entre apparentées se fait également à la proportionnelle.

| Parti    | Parti    | Tête de liste        | Résultats | Résultats | Sièges |  |
| Parti    | Parti    | Tête de liste        | Voix      | %         |        |  |
| -------- | -------- | -------------------- | --------- | --------- | ------ |  |
|          | PCF      | Victor Michaut       | 54 160    | 27,82     | 0      |  |
|          | RPF      | Roger Dusseaulx      | 33 940    | 17,43     | 0      |  |
|          | CNIP *   | Jacques Chastellain  | 32 583    | 16,74     | 2      |  |
|          | Rad-RGR  | André Marie          | 23 063    | 11,85     | 2      |  |
|          | SFIO *   | Jean Capdeville      | 23 029    | 11,83     | 1      |  |
|          | MRP *    | Jean Lecanuet        | 18 568    | 9,54      | 1      |  |
|          | RNP      | Octave Crutel        | 7 081     | 3,64      | 0      |  |
|          | DIF      | Ambroise-Jean Casoni | 0         | 0,00      | 0      |  |
|          |          |                      |           |           |        |  |
| Inscrits | Inscrits | Inscrits             | 255 946   | 100,00    | 6      |  |
| Votants  | Votants  | Votants              | 203 788   | 79,62     |        |  |
| Exprimés | Exprimés | Exprimés             | 194 692   | 95,54     |        |  |

### Deuxième circonscription  (Le Havre-Dieppe)
- Les listes du CNIP, de la SFIO, du MRP et Rad-RGR se sont apparentées.
- Leurs voix cumulées représentant plus de 50% des exprimés, tous les sièges sont répartis à la proportionnelle entre les partis apparentés.

| Parti    | Parti     | Tête de liste  | Résultats | Résultats | Sièges |  |
| Parti    | Parti     | Tête de liste  | Voix      | %         |        |  |
| -------- | --------- | -------------- | --------- | --------- | ------ |  |
|          | PCF       | René Cance     | 54 231    | 29,82     | 0      |  |
|          | CNIP *    | Pierre Courant | 45 541    | 25,04     | 4      |  |
|          | RPF       | Paul Denis     | 27 600    | 15,18     | 0      |  |
|          | SFIO *    | Jean Binot     | 21 762    | 11,97     | 1      |  |
|          | MRP *     | Louis Siefridt | 19 396    | 10,67     | 1      |  |
|          | Rad-RGR * | Edgard Assire  | 10 275    | 5,65      | 0      |  |
|          |           |                |           |           |        |  |
| Inscrits | Inscrits  | Inscrits       | 238 591   | 100,00    | 6      |  |
| Votants  | Votants   | Votants        | 190 545   | 79,86     |        |  |
| Exprimés | Exprimés  | Exprimés       | 181 862   | 95,44     |        |  |